# Offiziershochschule der Volksmarine „Karl Liebknecht“
Die Offiziershochschule der Volksmarine (kurz: OHS der VM) in Stralsund trug den Ehrennamen Karl Liebknecht und war eine militärische Hochschule der DDR. Sie diente der Ausbildung von Kommandeuren und Spezialisten für Einheiten der Waffengattungen, Spezialtruppen und Dienste der Volksmarine der NVA.

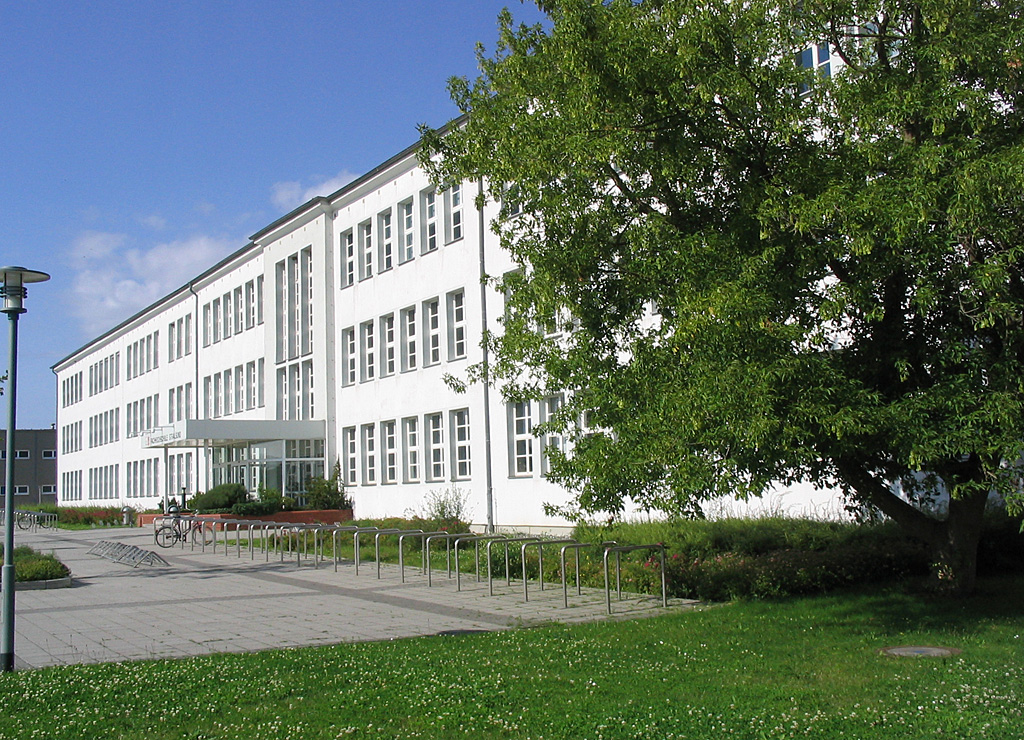
Haus der ehemaligen Offiziershochschule der Volksmarine „Karl Liebknecht“, 2004

## Geschichte
Die Offiziershochschule geht auf die am 1. Juli 1956 als „Seeoffizierslehranstalt“ eröffnete und die mit ihr zusammengelegte zum selben Zeitpunkt gegründete „Ingenieurtechnische Lehranstalt“ zurück. Am 6. Oktober 1956 wurde die militärische Bildungsstätte in „Seeoffiziersschule“ umbenannt. Am selben Tag erhielt die Schule die Truppenfahne verliehen. Die Gründung der einheitlichen Lehreinrichtung mit den Ausbildungsprofilen Seeoffiziere, Schiffsmaschinenoffiziere und Nachrichtenoffiziere (letzteres im Sinne von Fernmeldeoffizieren) wirkte sich günstig auf die Effektivität der Ausbildung aus. Sie entsprach den Erfordernissen der weiteren Entwicklung der Seestreitkräfte, insbesondere den Notwendigkeiten verstärkter technischer und waffentechnischer Ausbildung.
Nach eigenem Verständnis stand der Aufbau moderner Seestreitkräfte der NVA im Mittelpunkt, die in der Lage sein sollten, gemeinsam mit der „Baltischen Flotte der UdSSR“ und der „Polnischen Seekriegsflotte“ gemeinsame Sicherheitsinteressen in der Ostsee durchzusetzen. Dies stellte wachsende Anforderungen an die heranzubildenden Offiziere. Dementsprechend ging man am 1. Dezember 1956 von der drei- zur vierjährigen Offiziersausbildung über. Die Ausbildungsprogramme wurden auf der Grundlage sowjetischer Vorgaben neu gestaltet.
Die Übernahme des Schulschiffes „Ernst Thälmann“ im Jahre 1967 durch die Schule trug wesentlich dazu bei, die Ausbildung praxisbezogen zu gestalten.
Im Juli 1958 wurde die erste Navigations-Lehrfahrt mit Offiziersschülern in die Rigaer Bucht durchgeführt. Seit dieser Zeit nahmen derartige Fahrten einen festen Platz im Ausbildungsprozess ein. Im Juli 1959 weilten Offiziersschüler erstmals in Leningrad, dem heutigen Sankt Petersburg in Russland. Es folgten Besuche in Riga, Tallinn, Danzig und Swinemünde. Den Navigationsausbildungs- und Belehrungsfahrten wurde für die Festigung der seemännischen und navigatorischen Kenntnisse große Bedeutung beigemessen. Außerdem dienten sie zum Kennenlernen des Seegebietes.
Ab Juli 1959 wurde die Struktur der Lehrfächer verändert, Bordpraktika für alle Studienjahre eingeführt und für Offiziersschüler des vierten Studienjahres ein mehrmonatiges Praktikum zur Einarbeitung in die erste Offiziersverwendung verfügt. Seitens der Lehroffiziere war dies mit einer Weiterqualifizierung in der Dienststellung verbunden, sowie der Verstärkung der sogenannten parteipolitischen Bildung und Erziehung.
Mit Beginn des Ausbildungsjahres 1963/64 erhielt die Offiziersschule der Volksmarine den Status einer militärischen Fachschule. Anlässlich des 8. Jahrestages der Gründung der NVA wurde ihr der Ehrenname „Karl Liebknecht“ verliehen.
Ab den 1970er Jahren stellten sich höhere Anforderungen an den Offiziersnachwuchs in allen NVA-Teilstreitkräften, so dass der Übergang zur Hochschulausbildung notwendig wurde. Nach entsprechender Vorbereitung und Qualifizierung des Lehrpersonals erhielt die Lehreinrichtung mit Wirkung vom 4. Januar 1971 den Status einer „Offiziershochschule“. Nunmehr erlangte die Ausbildung ein höheres theoretisches Niveau, wurde truppenbezogener und praxiswirksamer.
Damit besaß der Absolvent die Voraussetzungen, nach Bewährung im Truppendienst, mit entsprechender Beurteilung und bei gegebenem Kaderbedarf, ein weiterführendes Studium an der Militärakademie „Friedrich Engels“, der Militärpolitischen Hochschule „Wilhelm Pieck“ aufzunehmen, aber auch für ein weiterführendes Studium an einer Militärakademie der damaligen UdSSR bis hin zur Generalstabsausbildung.
An der Offiziershochschule wurde ein wissenschaftlicher Rat gegründet und die Sektionen bildeten Räte ab Februar 1972. Ab 1973 wurden, unter Leitung verantwortlicher Lehroffiziere, leistungsstarke  Offiziersschüler in die wissenschaftliche Arbeit einbezogen. In Zusammenarbeit mit der „Militärakademie Friedrich Engels“, anderer Hochschuleinrichtungen der NVA und Dienstbereichen der Volksmarine veranstaltete die Offiziershochschule theoretische Konferenzen und Kolloquien.
Im Juni 1976 erhielt die Lehreinrichtung das neue Schulschiff „Wilhelm Pieck“. Dieses Motorschulschiff ermöglichte das Befahren auch entfernter Seegebiete, darunter des Schwarzen Meeres, des Europäischen Nordmeers und der Karibik. Damit war es noch besser möglich die seemännischen und fachlichen Fähigkeiten und Fertigkeiten der Offiziersschüler auszuprägen und zu entwickeln.
Am 1. September 1983 ging die Offiziershochschule zur Ausbildung von Seeoffizieren mit Diplomabschluss über. Darüber hinaus wurden Offiziere und Fähnriche für verschiedene Spezialisierungsrichtungen  qualifiziert.

## Gliederung und Organisationsstruktur

### Militärischer Bereich
Kommandeur und Stab der OHS der Volksmarine befanden sich am Standort Stralsund.
Nach der Grundausbildung und der Vereidigung begann das Studium an den einzelnen Sektionen.

## Kommandeure
| Dienstgrad, Name               | Dienstzeit    | Bemerkung             |
| ------------------------------ | ------------- | --------------------- |
| Kapitän zur See Fritz Notroff  | 1965 bis 1970 | erster Kommandeur     |
| Kapitän zur See Heinz Irmscher | 1970 bis 1976 | ab 1971 Konteradmiral |
| Konteradmiral Wilhelm Nordin   | 1976 bis 1984 | ab 1978 Vizeadmiral   |
| Konteradmiral Klaus Kahnt      | 1984 bis 1990 | letzter Kommandeur    |

## Auflösung
Mit der Außerdienststellung der NVA im Jahre 1990 wurde die Offiziershochschule aufgelöst. Rechtsnachfolger wurden das Bundeswehrkommando Ost. In Teilen der ehemaligen Liegenschaft befindet sich heute die Hochschule Stralsund, sowie das Berufsförderungswerk Stralsund.
In der Nachbarschaft zum ehemaligen Objekt der OHS befindet sich in Parow die Marinetechnikschule der Deutschen Marine, die ehemalige Unteroffiziersschule der Volksmarine der NVA.